# 塩釜焼き

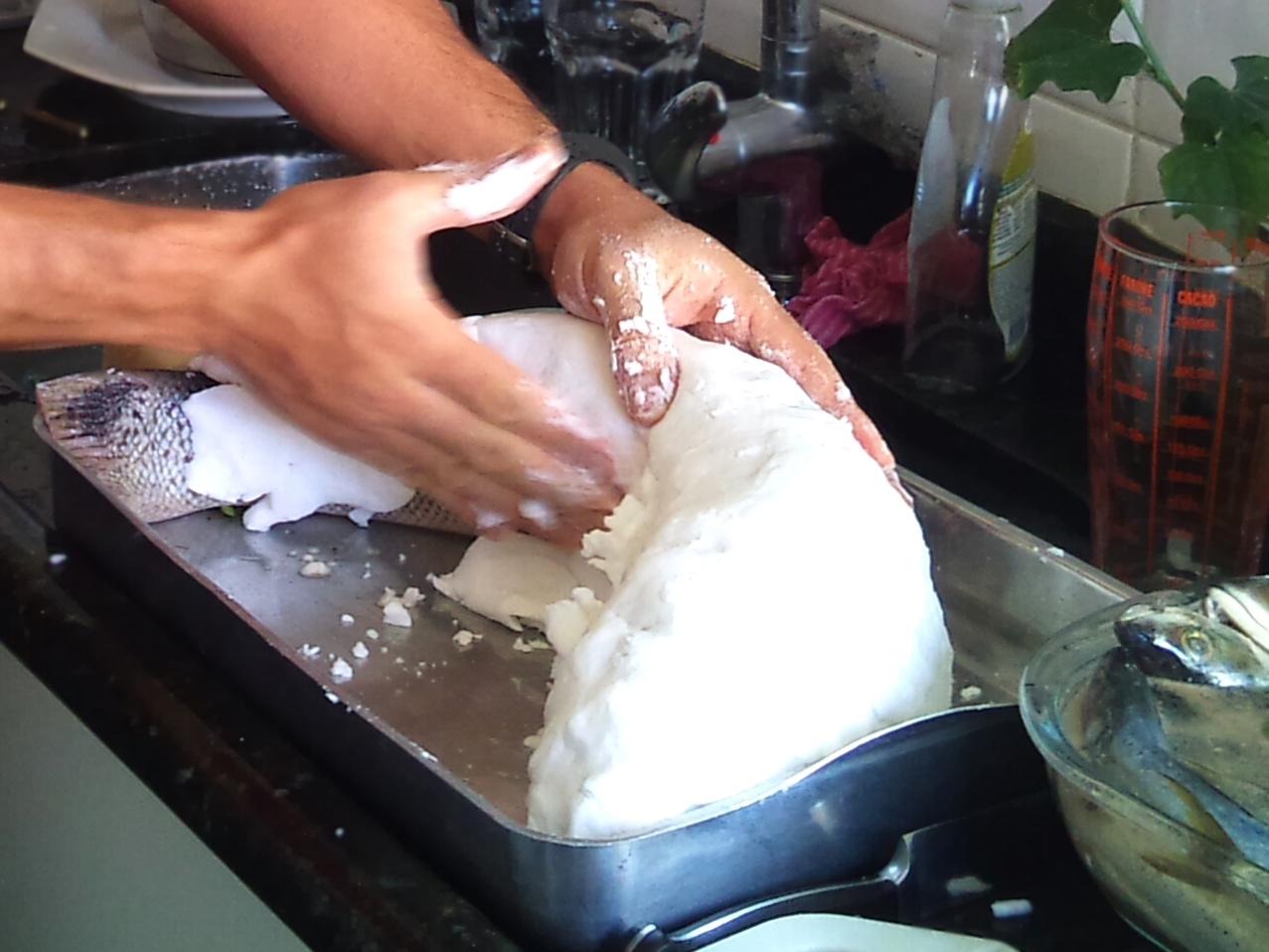

塩釜焼き（しおがまやき、英語: Salt crust）とは、塩または塩と卵白を混ぜた塩釜で食材を包み加熱調理する事、またその調理された物の事を指す。塩釜で食材を包むことにより水分を外へ逃さず蒸し焼きにすることができる。主に祝いの席で食べられるため、塩釜の中身は縁起の良い鯛である事が多い。

## 歴史
日本における塩釜焼きは豊臣秀吉が朝鮮出兵の際に玄界灘で獲れた鯛を塩で包み、母（大政所）に贈った事が始まりと言われている。